# Museum der Gefangenen des Untergrunds (Akkon)
Das Museum der Gefangenen des Untergrunds (hebräisch מוּזֵיאוֹן אֲסִירֵי הַמַּחְתָּרוֹת Mūsejʾōn Assīrej ha-Machtarōt; arabisch مُتحَف سجناء الحركات السرّيّة, DMG Mutḥaf Suǧanāʾ al-Ḥarakāt al-Sirriyya) ist ein Museum in Akkon, Nordbezirk Israels. Das Museum stellt die Geschichte des Gefängnisses Akkon dar und dient als Gedenkstätte für den Kampf des zionistischen Untergrundes gegen die britische Mandatsherrschaft. Es befindet sich auf dem Gelände der Zitadelle der Stadt in deren Oberbauten aus osmanischer Zeit.
Die osmanische Zitadelle umfasste bei ihrer Errichtung im 18. Jahrhundert schon Zellen für Gefangene. Nach 1918 richtete die britische Mandatsregierung die Zitadelle komplett als Gefängnis her. Bekannte Gefangene waren Abba Achimeʾir, Bahāʾullāh, Mosche Dajan, Schlomo Erʾel, Usi Gal, Seʾev Jabotinsky, Harutiun Jangülian, Mosche Karmel, Hans Lebrecht, David Rasiʾel, Stojan Saimow und Leopold Trepper, um nur einige zu nennen. Zugang zum Museum besteht vom Rechov ha-Hagannah 10 (10 רְחוֹב הַהֲגַנָּה), der westlich der Zitadelle verläuft, während deren andere öffentlich zugängliche Teile, die Ritterhallen, von Osten zu betreten sind.
Die Gedenkstätte wurde 1963 in einem kleinen Teil der Zitadelle als Museum des Heldentums eingerichtet, als der übrige Bau noch als psychiatrische Klinik diente. Nach deren Auflösung belegte das erweiterte Museum unter dem jetzigen Namen den ganzen osmanischen Oberbau der Zitadelle. Zu Beginn des zweiten Jahrtausends wurde das Museum in seiner Erscheinung an den Zustand angenähert, den das Gefängnis zu Beginn der Mandatszeit aufwies. Das Museum ist registriertes Kulturdenkmal mit der Identifikationsnummer 6-7600-007.
Träger des Museums ist das israelische Verteidigungsministerium, das auch die Erinnerung an den jüdischen Untergrundkampf gegen die britische Herrschaft pflegt. Neben dem Museum in Akkon unterhält das Ministerium seit 1991 noch das namensgleiche Museum in Jerusalem. Der beste Ausblick über ganz Akkon bietet sich vom über 40 Meter hohen Nordostturm Burǧ al-Chazna innerhalb des Museumskomplexes.

Plan der Altstadt mit Grundrissen von Wällen, Zitadelle (№ 2: Nordmauer des osmanischen Vorhofs, № 3: Säle 1–6, № 4: Hof, № 5: Refektorium), № 20: Dschazzār-Moschee auf Unterbau der Kreuzkathedrale, № 22: Chan al-Ifranǧ und weiteren Bauten

## Lage
Das Museum im Oberbau der Zitadelle liegt in Akkon am nördlichen Rand der heutigen Altstadt direkt an der enger gezogenen osmanischen Stadtmauer, die nur etwa ein Drittel der Fläche der einstigen Kreuzfahrerstadt einschließt, und das Werk des arabischen Regionalpotentaten Ẓāhir al-ʿUmar (1690–1775) und des osmanischen Statthalters Ahmad ‹al-Dschazzār› Pascha (1722–1804) ist. An dieser alten Stadtmauer, die hier seit Anlage der Neustadt Montmusard zu Beginn des 13. Jahrhunderts bis zur Zerstörung Akkos 1291 zwischen Neu- und Altstadt verlief, besetzt die Zitadelle von Westen aus gesehen den Mauerabschnitt zwischen dem zweiten und dritten Turm, die osmanisch überbaut erhalten sind. Die Zitadelle besteht oben aus Bauten der osmanischen Zeit und grenzt im Süden an den Rechov Portzej ha-Mivtzar (רְחוֹב פּוֹרְצֵי הַמִּבְצָר ‚Straße der Einbrecher in die Festung‘; شارع اللص في القلعة, DMG Šāriʿ al-Laṣi fī al-Qalʿa).
Die Gassen und Straßen um die Zitadelle liegen heute sieben bis acht Meter über dem mittelalterlichen Straßenniveau, da man bei Wiedererschließung der Ruinen im 18. Jahrhundert herabgestürzte Trümmer und Schutt der einst imposanten, 1291 zerstörten oberen Etagen der Kreuzfahrerbauten in den Gassen beließ und sich damit begnügte, mit Sandaufschüttungen ein neues, höheres Straßenniveau zu ebnen. Damit ist dieser Bereich heute die höchste Lage in Akkos Altstadt. Entsprechend nahm man nur auf dieser Höhe Baureste in Nutzung bzw. baute auf erhaltenen Untergeschossen neu, die auf dem neuen Niveau noch herausragten. So setzen die osmanischen Bauteile der Zitadelle direkt auf die erhaltene, seinerzeit verschüttete ehemalige nördliche Johanniterkommende (französisch Grand Manoir ‚Großes Herrenhaus‘) auf.

## Ausstellung
Besucher betreten das Museumsgelände vom Rechov ha-Hagannah im Westen her, passieren einen ansteigenden Weg auf der nördlichen Stadtmauer mit Schautafeln, die eine erste Einführung ins Sujet des Museums geben. Am Ende des Zuweges steht das Kassenhaus auf dem Wall der Stadtmauer, und eine Brücke aus britischer Zeit über den trockenen Graben zwischen Wall und Zitadelle führt hinüber in deren museal genutzte Räume. Das Museum zeigt baulich vor allem den der Mandatszeit angenäherten Zustand des Gefängnisses. Zunächst umfasste das 1963 eröffnete Museum nur einen kleinen Bereich um den ehemaligen britischen Galgen im unteren Geschoss des Nordwestturms, jetzt Jabotinsky-Flügel genannt. Im Jahre 1963 lautete der Name der Einrichtung Museum des Heldentums (מוּזֵיאוֹן הַגְּבוּרָה Mūsejʾōn ha-Gvūrah).
Nach Auszug der Nervenheilanstalt 1981, die das Gros der Zitadelle belegt hatte, und Renovierung und Neugestaltung ihrer Räume öffnete das erweiterte Museum 1984 mit inhaltlich überarbeiteter Ausstellung seine Pforten. Präsentiert wird die Geschichte des Gefängnisses Akko. Später wirkte Menachem ‹Mendel› Maletzky (מְנַחֵם מַלֶצְקִי; 1922-2007), ehemals Irgunist und Beteiligter an der Gefangenenbefreiung 1947 und in den 1990er Jahren Vorsitzender der Veteranen der früheren Untergrundorganisationen Hagannah, Irgun und LeCh"I, an der Überarbeitung der Ausstellung mit. Der Ostflügel unterrichtet vor allem über besagte damalige zionistischen Untergrundorganisationen und erklärt ihr Wirken, wie das Bemühen um Einwanderungsmöglichkeiten für Entflohene des europäischen Antisemitismus und für Überlebende der Schoah. Im gesamten Museum stellen lebensgroße Figuren sowie restaurierte und nachempfundene Interieurs szenisch das Geschehen im damaligen britischen Central Prison nach und erinnern an Funktionen der Räume, an tätige und inhaftierte Personen, insbesondere an am Galgen Gehenkte (so genannte ʿŌlej ha-Gardōm) und an beteiligte Untergrundbewegungen. Von den im Gefängnis tätigen Personen wird insbesondere des Anstaltsrabbiners Arjeh Levin (אַרְיֵה לֵוִין; 1885–1969) gedacht.

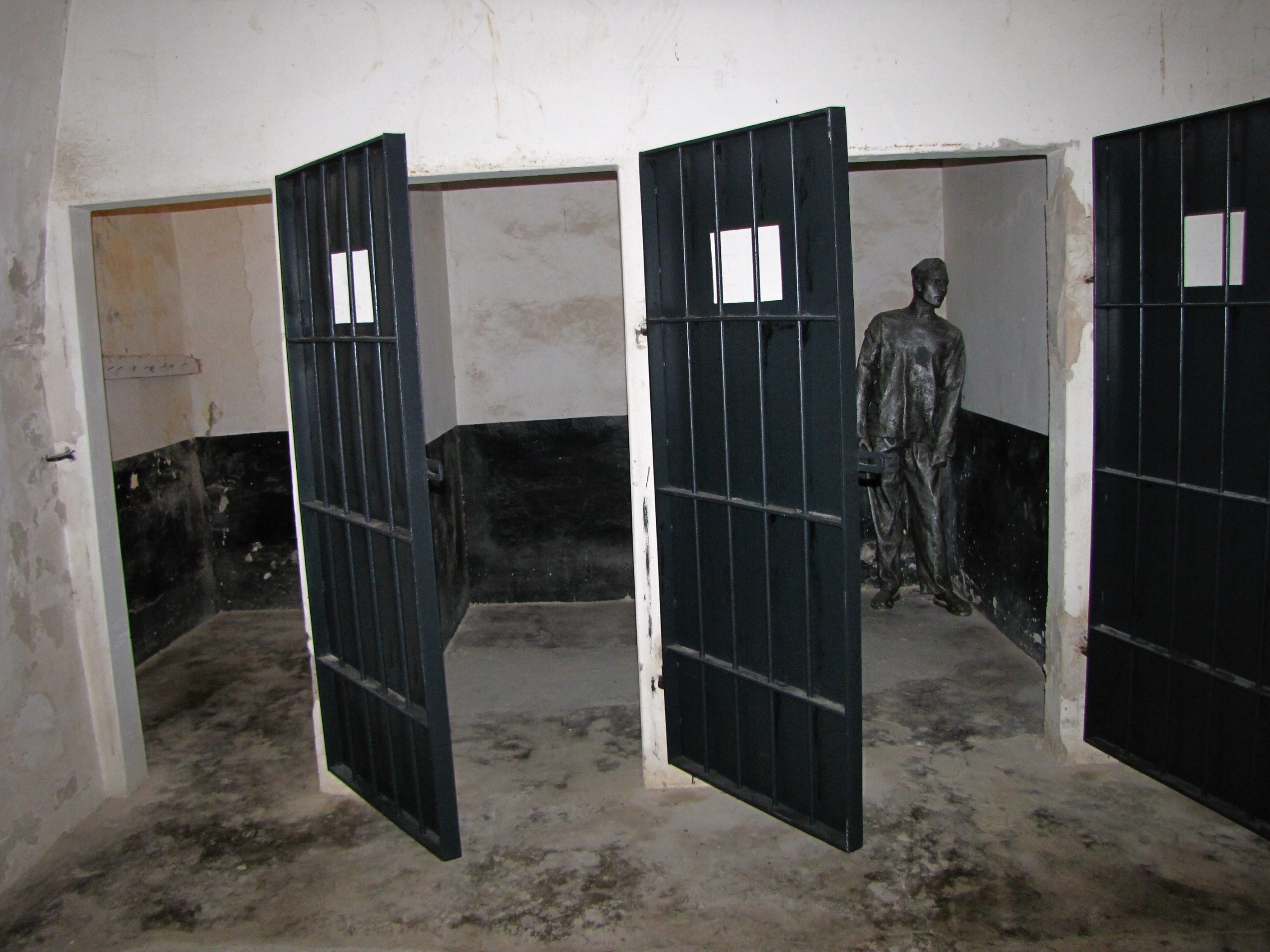
Gefängnis: Todeszellen im Nordflügel, 2009

Der Süd- bzw. Ostflügel enthält Zellen, in denen einst streng getrennt voneinander nichtjüdische arabische bzw. jüdische arabische und jüdische europäische Häftlinge einsaßen. Arbeitsräume der Gefangenen, wo einst Werkstätten waren, sind unten im Turm Burǧ al-Chazna im Nordosteck zu sehen, im Obergeschoss werden im Vorführraum Filme zu Haftalltag und Ereignissen (z. B. die Gefangenenbefreiung 1947) gezeigt. Der ehemalige Gefängnishof ist bis 1999 durch Freilegung des Kommendenhofs darunter weitgehend verschwunden, aber teilweise auf einem leichten Gerüstbau über der Pfeilerhalle im Ostflügel des Grand Manoirs rekonstruiert. Die Ausstellung zeigt ferner szenisch eingerichtete Bereiche des Krankentrakts, der Verwaltungsräume im ersten Stock des Nordflügels und im unteren Geschoss Todeszellen.

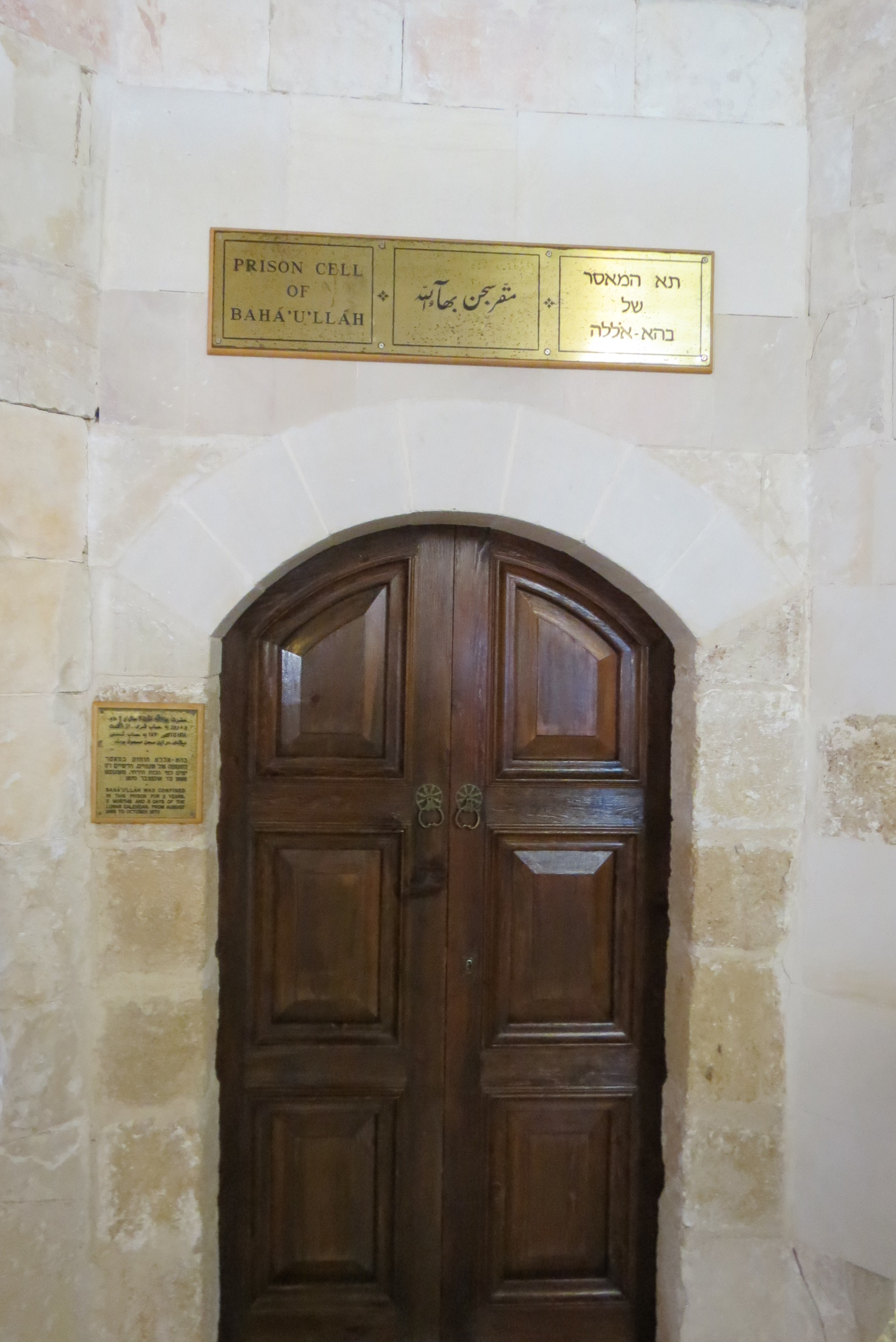
Jabotinsky-Flügel im Nordwestturm mit Holztür zu Bahāʾullāhs Zelle, 2018

Hinweistafeln, restaurierte und nachempfundene Interieurs erinnern an Funktionen der Räume, an tätige und inhaftierte Personen, Untergrundbewegungen, denen diese angehörten, sowie das Geschehen im Gefängnis. Photographien, Dokumente, Texttafeln und Bildschirme mit Filmsequenzen illustrieren die Inhalte.

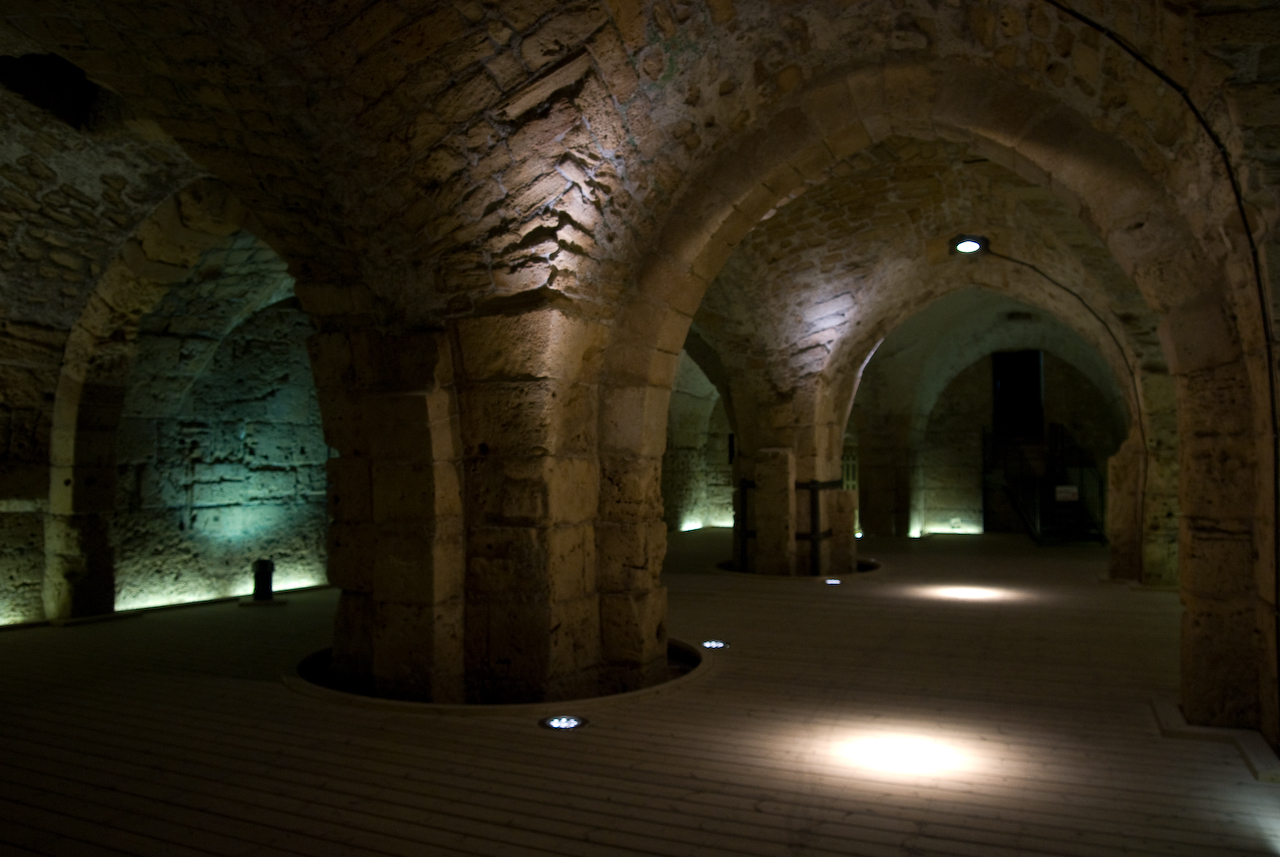
Kommende: Kerker, 2010

### Bahaʾullahs Zelle als Wallfahrtsstätte
Im Jabotinsky-Flügel im Nordwestturm finden sich unten der Galgen und Gedenkräume für Gehenkte und im Obergeschoss desselben Gedenkräume für andere ehemalige Gefangene wie Bahāʾullāh und Wladimir Seʾev Jabotinsky. Die Gedenkräume für Bahā'ullāh und Mitgefangene sind seit Juli 2004 restauriert und wieder offen für Bahaʾi-Wallfahrten. Der ehemalige Kerker der Johanniterkommende, dem Ostflügel des Grand Manoirs östlich vorgelagert, ist nicht Teil des Museums, sondern als Teil der Ritterhallen zu besichtigen.

## Baubeschreibung
Das Museum nimmt die Räumlichkeiten der Zitadelle (arabisch قَلْعَة عَکّا, DMG Qalʿat ʿAkkā; hebräisch מְצוּדַת עַכּוֹ, translit. Mətzūdath ʿAkkō) aus osmanischer Zeit ein. Die zum Museum genutzten Bauten entstanden in getrennten Bauphasen zwischen dem 18. und 20. Jahrhundert. Im Jahre 2001 erklärte die UNESCO das Museum als Teil der Zitadelle, wie die gesamte Altstadt Akkos, zum Weltkulturerbe. Herzstück der Anlage ist der Turm Burǧ al-Chazna (arabisch برج الخزنة ‚Schatzkammerturm‘), Akkos höchster Bau, der den osmanischen Oberbauten die Bezeichnung Zitadelle eintrug.  Die britische Mandatsmacht nutzte den Bau als Central Prison of Acre mit damit verbundenen Einrichtungen wie Verwaltungstrakt und Zellen in Nord- und Ostflügel und der Kışla mit Zellen im Süd- und Versorgungsräumen im Westflügel.

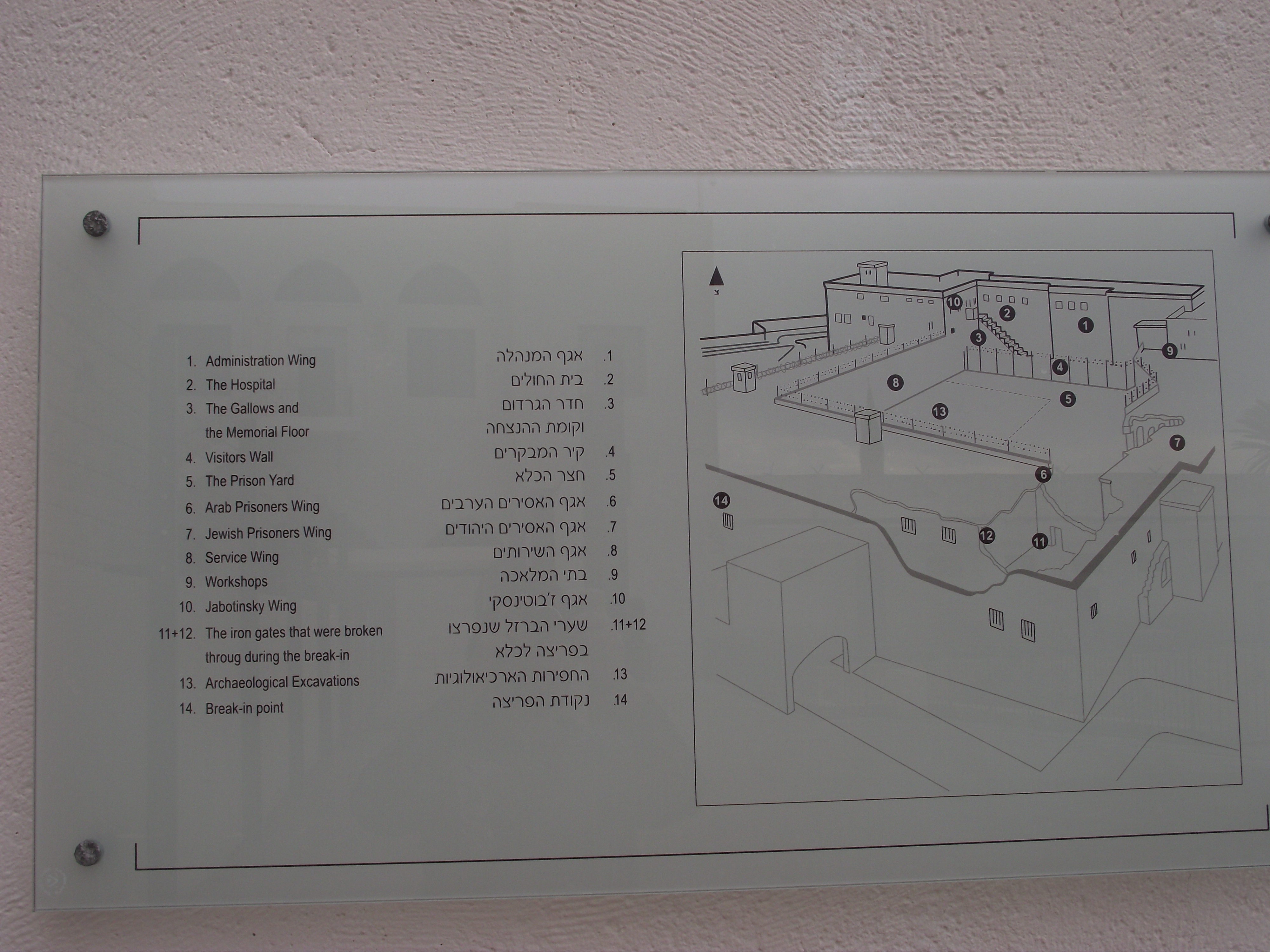
Raumnutzung im britischen Gefängnis, Tafel im Gefängnismuseum, 2010

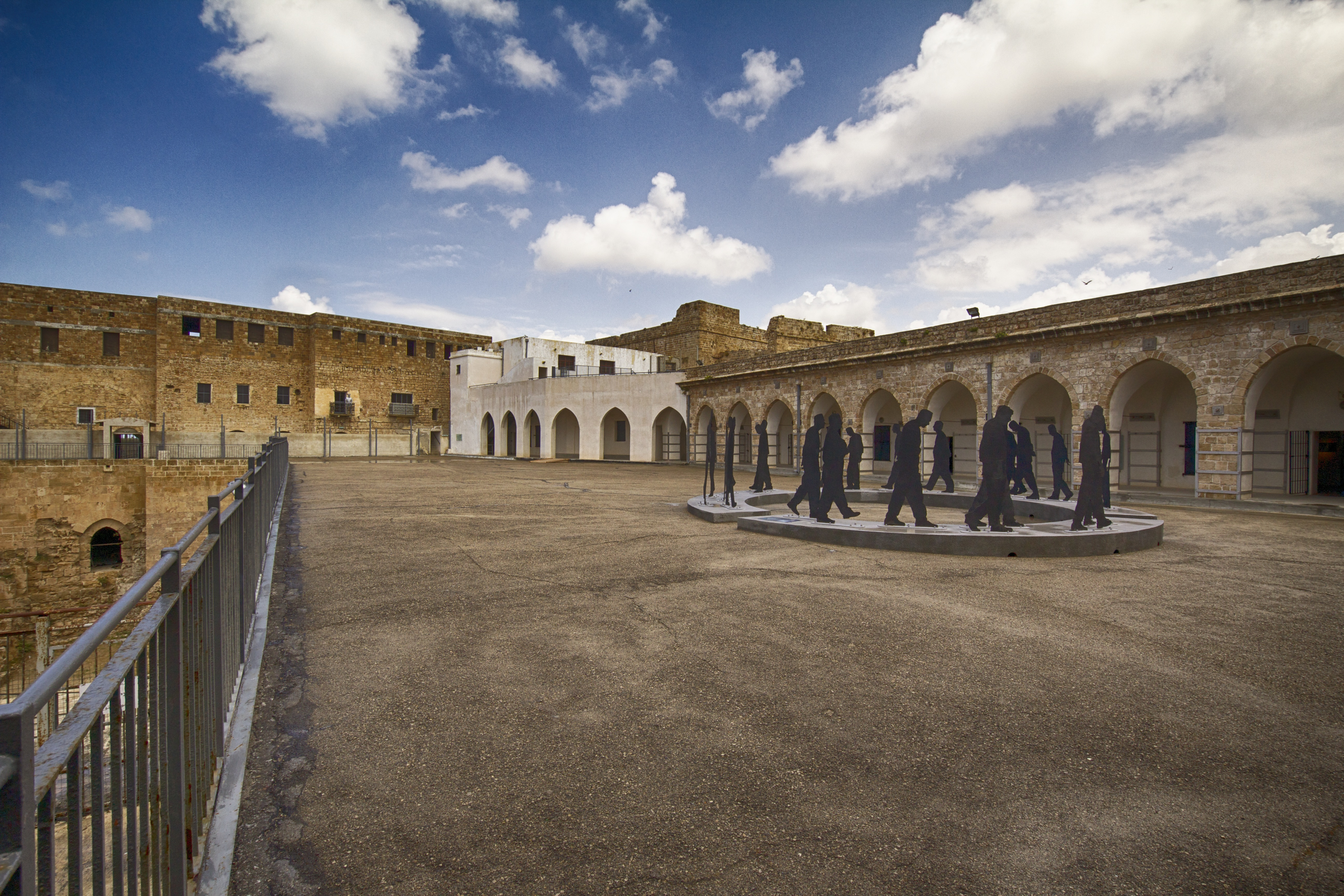
Blick 2013 vom Südflügel über die Höfe von Kommende (unten) und Zitadelle (oben) mit Skulptur ‹Hofgang› zu Nord- und Ostflügel, überragt vom Burǧ al-Chazna

Die Anlage gliedert sich in vier Flügel, die direkt auf dem Kreuzfahrerbau des Grand Manoirs stehen. Der Nordflügel ist zweistöckig und zeigt heute oben Büros, Räume für Verhöre und Strafverfahren (№ 1 im Plan rechts) und den Krankentrakt (№ 2). Im Stock darunter sind Gedenkräume für Gehenkte sowie der Galgen (№ 3), die schon zwischen 1963 und 1984 Museum waren. Der Schatzkammerturm Burǧ al-Chazna (№ 9) im Nordosteck der Anlage zeigt in seinen oberen beiden Stockwerken Werkstätten und Arbeitsräume der Gefangenen unten und oben einen Raum für Filmvorführungen. Im Ost- bzw. Südflügel sind ehemaligen Zellen für jüdische (№ 8) bzw. arabische Häftlinge (№ 7) zu sehen, die streng getrennt untergebracht waren. Im Südflügel (Kışla) wird auch die Stelle der Sprengung in der Südmauer bei der Gefangenenbefreiung am 4. Mai 1947 gezeigt. Ferner zeigt die Kışla im Südflügel auch Relikte aus der Krankenhausnutzung.
Der Westflügel (№ 6), Teil der Kışla der einst Versorgungseinrichtungen diente, ist nicht zugänglich, sondern nur als Attrappe angedeutet. Der Zitadellenhof (№ 5) wurde bis 1999 bis aufs Deckgewölbe der Pfeilerhalle bzw. den Grund ausgehoben, um die Pfeilerhalle zu entlasten und den Hof (№ 13) des Grand Manoirs freizulegen. Nur über der Pfeilerhalle im Ostflügel der Kommende wurde in leichtem Gerüstbau ein Teil des Zitadellenhofes niveaugleich mit den vier Flügeln der osmanischen Oberbauten nachempfunden und mit der Skulptur Hofgang bestückt. Vor dem Nordflügel im Zitadellenhof wurden die Besuchsgitter rekonstruiert (№ 4), das innere, an dem die Häftlinge stehen mussten und getrennt durch einen Gang für Aufsichtspersonal, das äußere, höhere, wo die Besucher standen, um Häftlinge sprechen zu können.

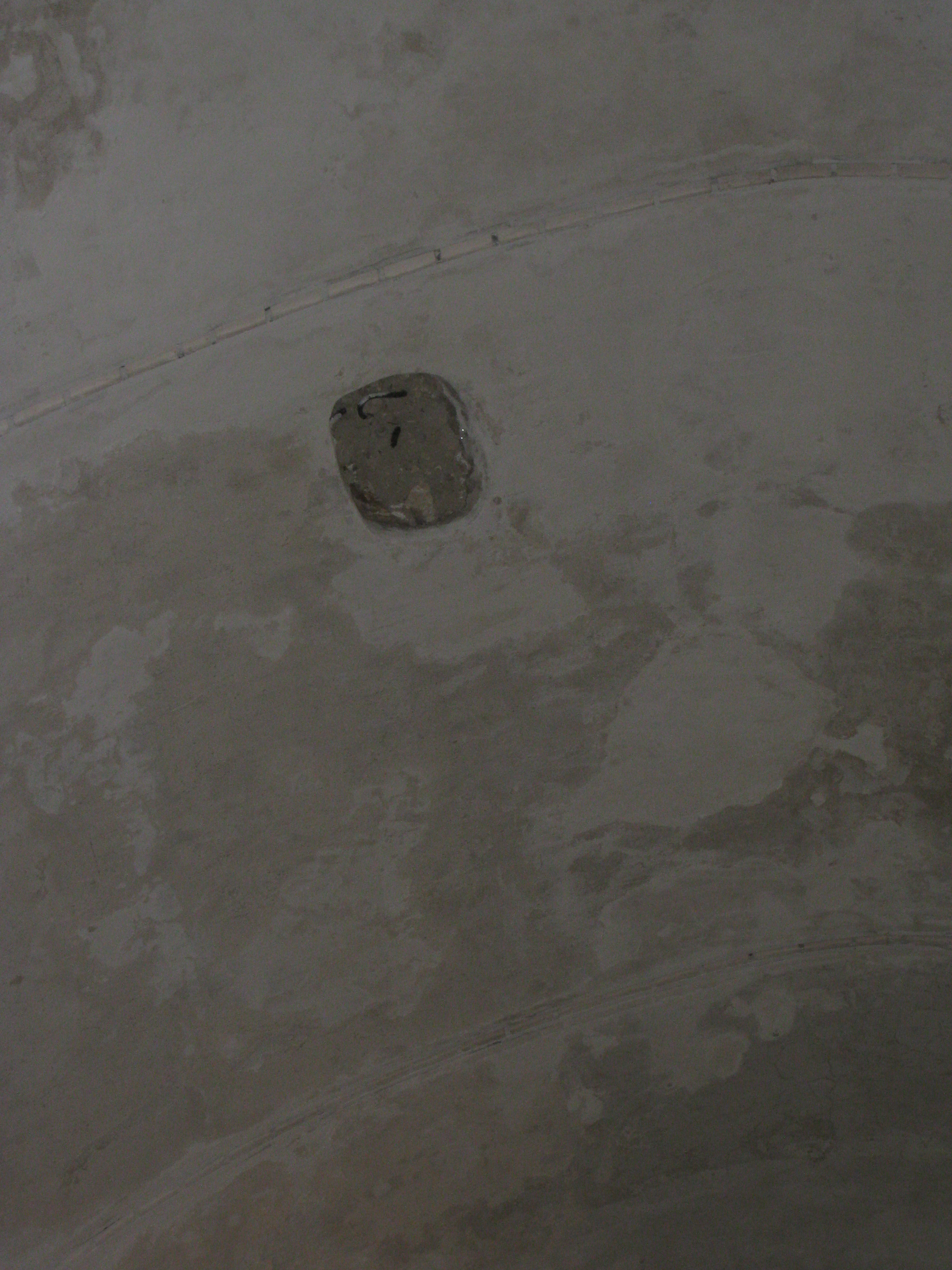
Grand Manoir: Gestopftes Loch im Gewölbe des Ganges vorm Nordflügel, das von einem misslungenen Versuch jüdischer Häftlinge herrührt, aus dem darüber gelegenen britischen Central Prison auszubrechen.

Der 1797 erbaute Jabotinsky-Flügel im Nordwestturm zeigt sich in einer dem Zustand von 1920 angenäherten Gestalt. Im Jabotinsky-Flügel finden sich unten der Galgen und Gedenkräume für Gehenkte und im Obergeschoss Gedenkräume für andere ehemalige Gefangene wie Bahāʾullāh und Wladimir Seʾev Jabotinsky. Schöne bauliche Details wie Holzdecken und Ablaq-Mauerung verweisen darauf, dass dieser Flügel einst repräsentative Aufgaben als Residenz der Paschas erfüllte. Auch das ursprüngliche Dach, das in britischer Zeit komplett ersetzt worden war, konnte in gleicher Form wiederhergestellt werden konnte.